# アンナ・ドロテア・テルブッシュ
アンナ・ドロテア・テルブッシュ（Anna Dorothea Therbusch、結婚前の名前: Anna Dorothea Lisiewska、1721年7月23日 - 1782年11月9日)はドイツの画家である。プロイセン国王、フリードリヒ2世の宮廷画家などを務めた。

## 略歴
ベルリンで生まれた。父親のGeorg Lisiewskiは現在のウクライナのオレシコ(Olesko)生まれの画家で、プロイセン王、フリードリヒ・ヴィルヘルム1世の宮廷画家を務めた人物である。姉のアンナ・ロジーナ(Anna Rosina de Gasc: 1713-1783)と弟のクリストフ(Christoph Friedrich Reinhold Lisiewsky:1725-1794)とともに父親から絵を学んだ。プロイセンの宮廷画家、アントワーヌ・ペーヌからも学んだと考えられる。
1742年に、ベルリンの旅館のオーナーと結婚し、7人の子供を生み、子供たちを育てた間、夜だけに絵を描いて技術を維持した。
1761年にシュトゥットガルトのヴュルテンベルク公、カール・オイゲンの宮廷画家に任じられ、宮殿に装飾画を描いたが、後に宮殿の火事で失われた。1762年に新たに設立されたシュトゥットガルトの芸術アカデミーの会員に選ばれた。1764年にはプファルツ選帝侯、カール・テオドールの宮廷画家としてマンハイムで働いた。
1765年にパリに移り、王立絵画彫刻アカデミーで作品を展示し、美術評論家ドゥニ・ディドロらと交流し、1767年に王立アカデミーの会員に選ばれたが、経済的にパリでは成功することができず、1768年か1769年にはブリュッセルやオランダを旅してベルリンに戻った。ベルリンではプロイセン国王、フリードリヒ2世の筆頭宮廷画家に任じられ、サンスーシ宮殿の装飾画を描いた。
61歳でベルリンで死去した。

## 作品

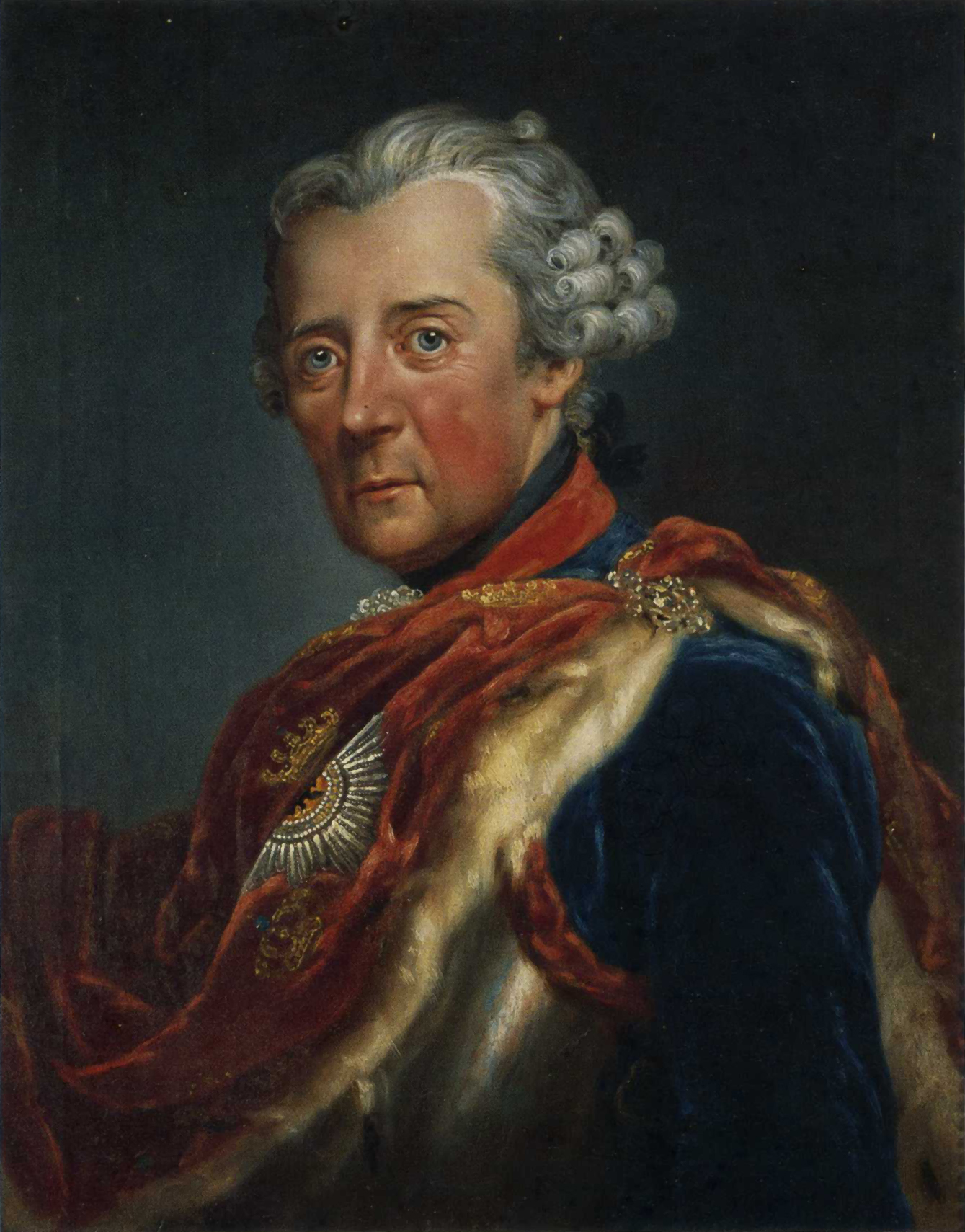
フリードリヒ2世 (プロイセン王)
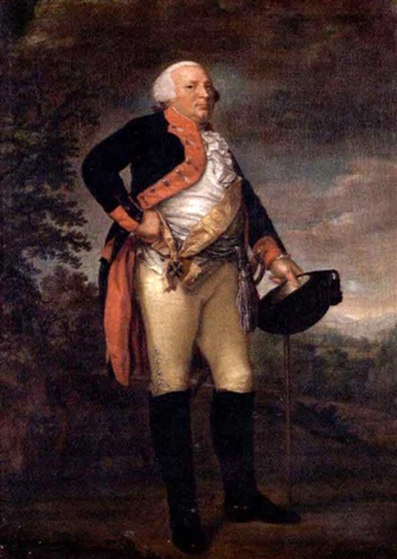
フリードリヒ2世 (プロイセン王)
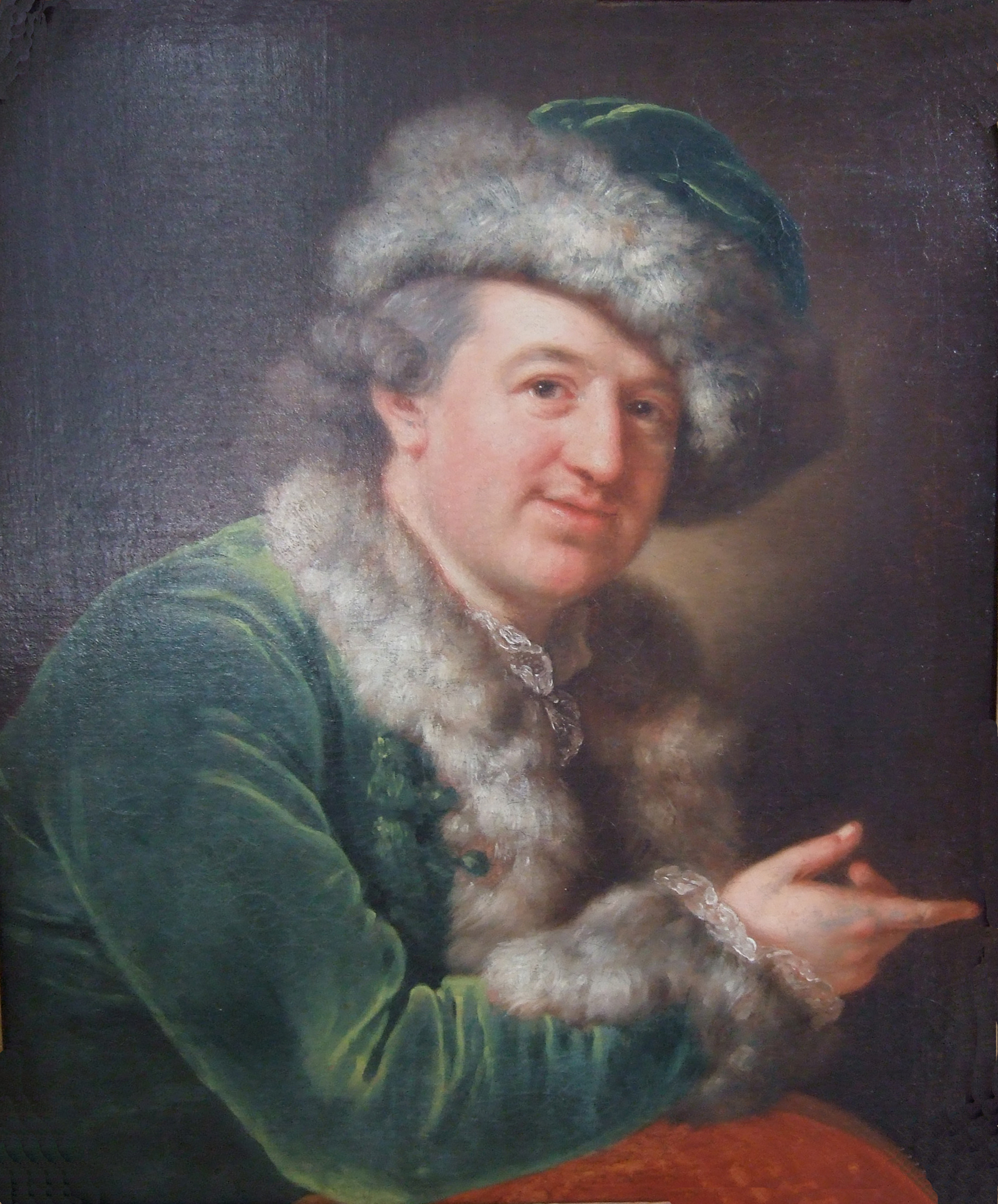
Peter Anton von Verschaffelt-彫刻家
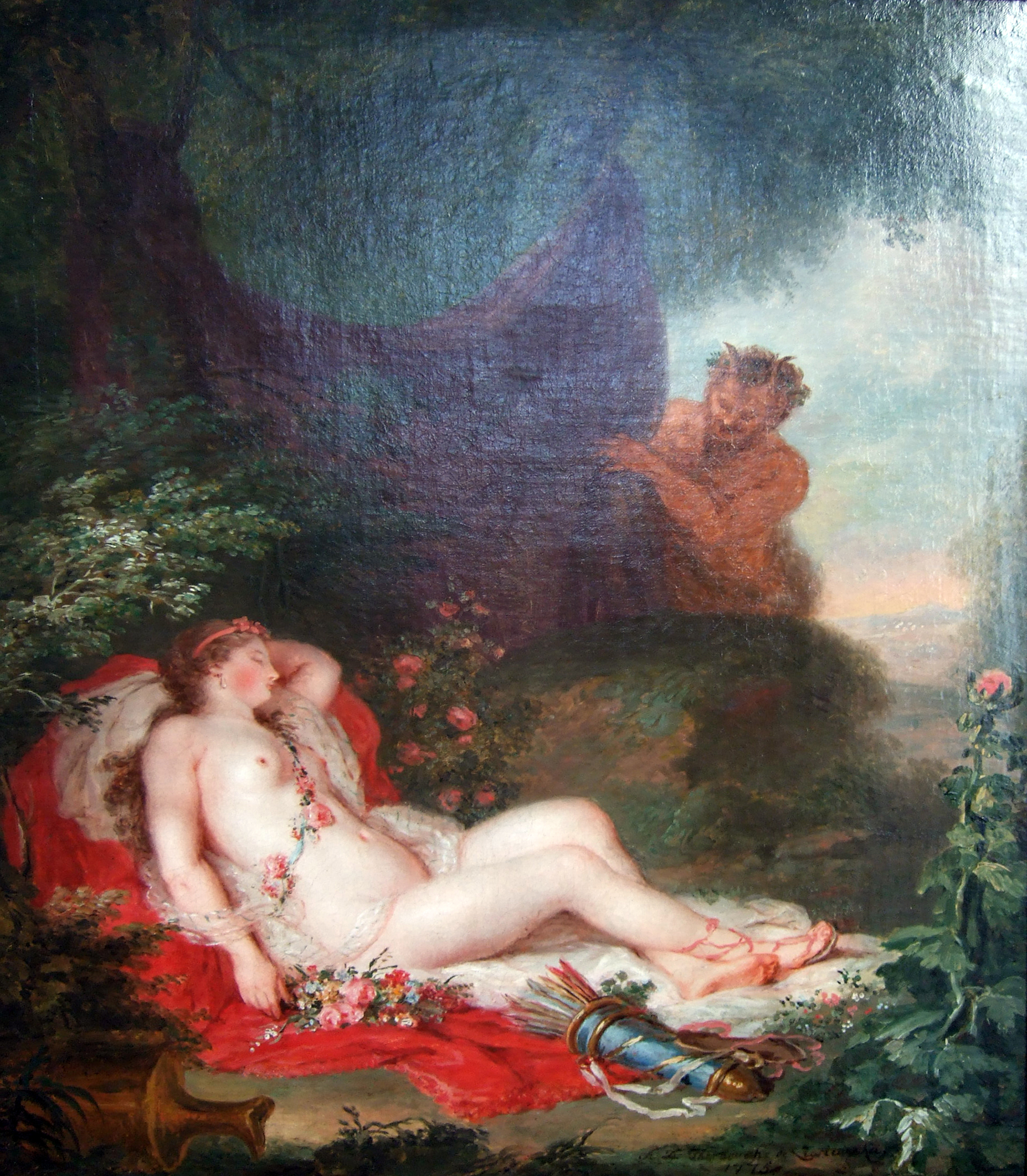
『ユピテルとアンティオペー』
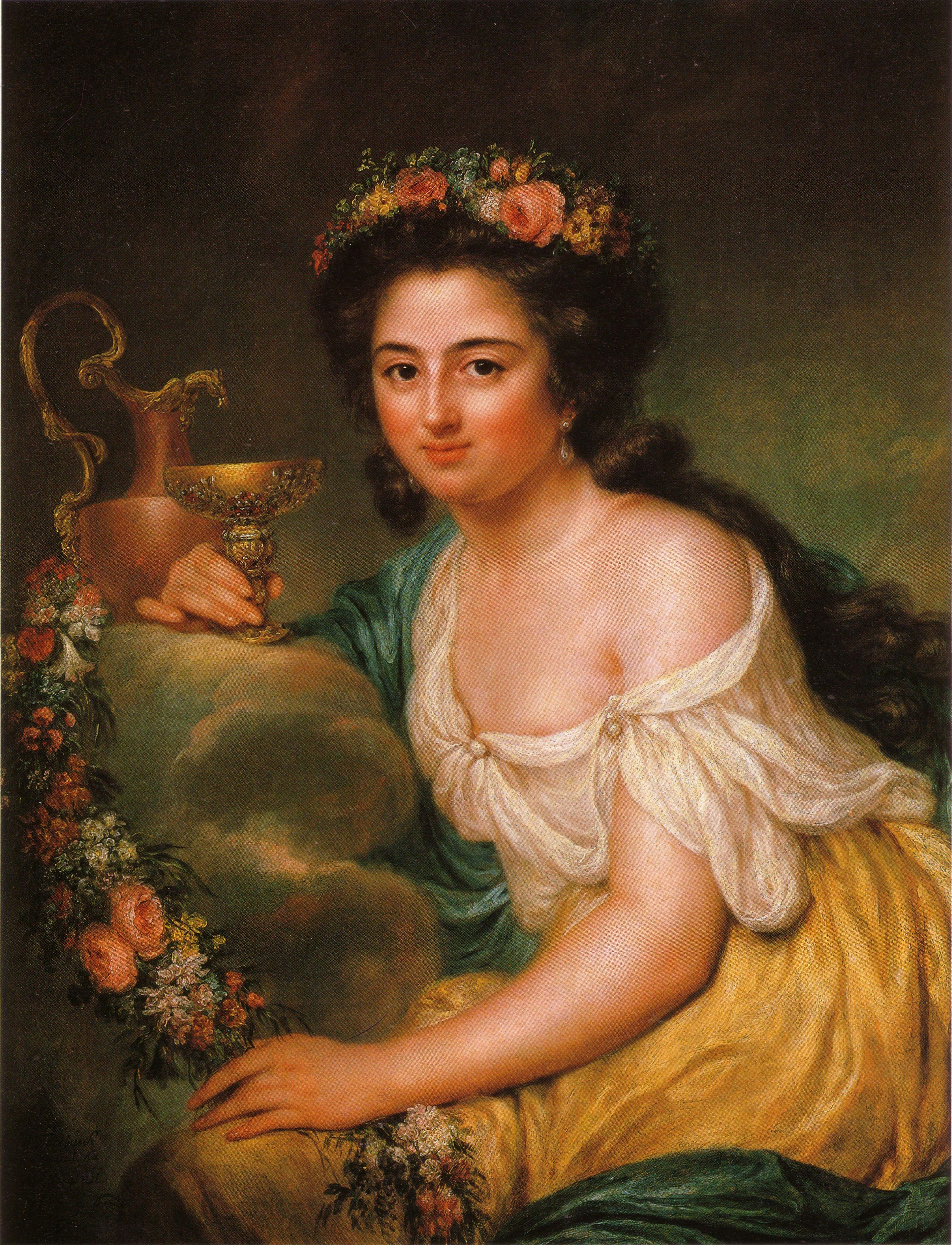
ヘンリエッテ・ヘルツ
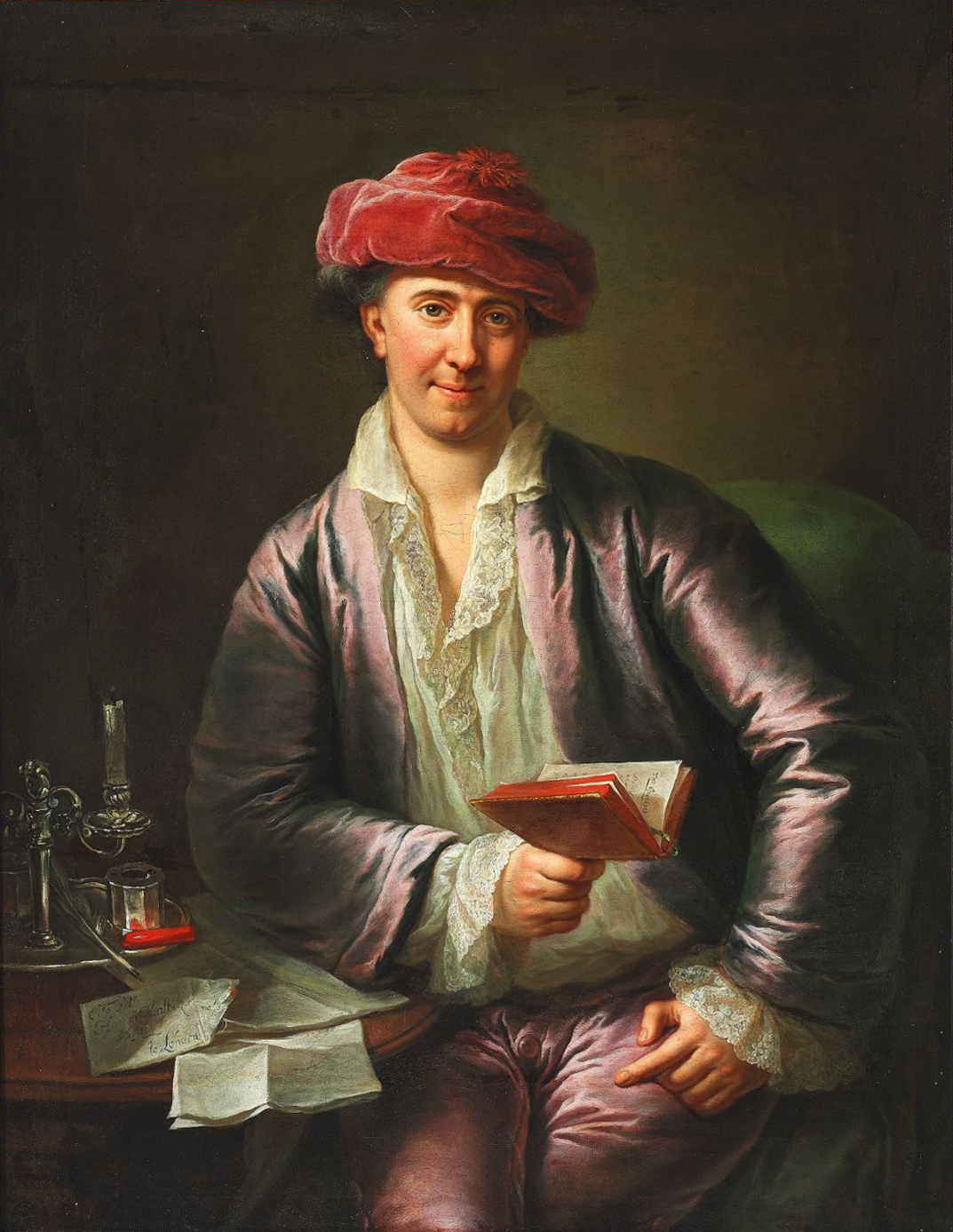
Heinrich Albert Thalbitzer
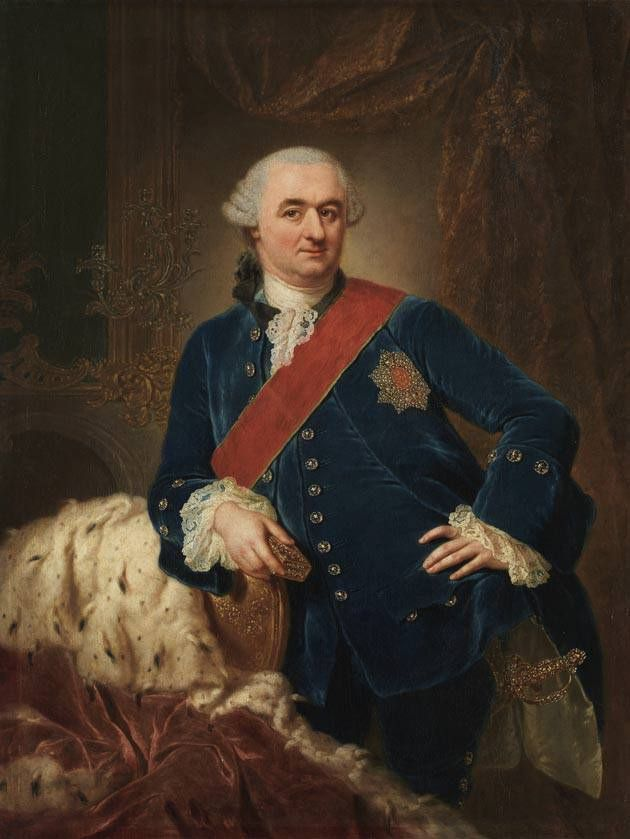
カール・テオドール (バイエルン選帝侯)
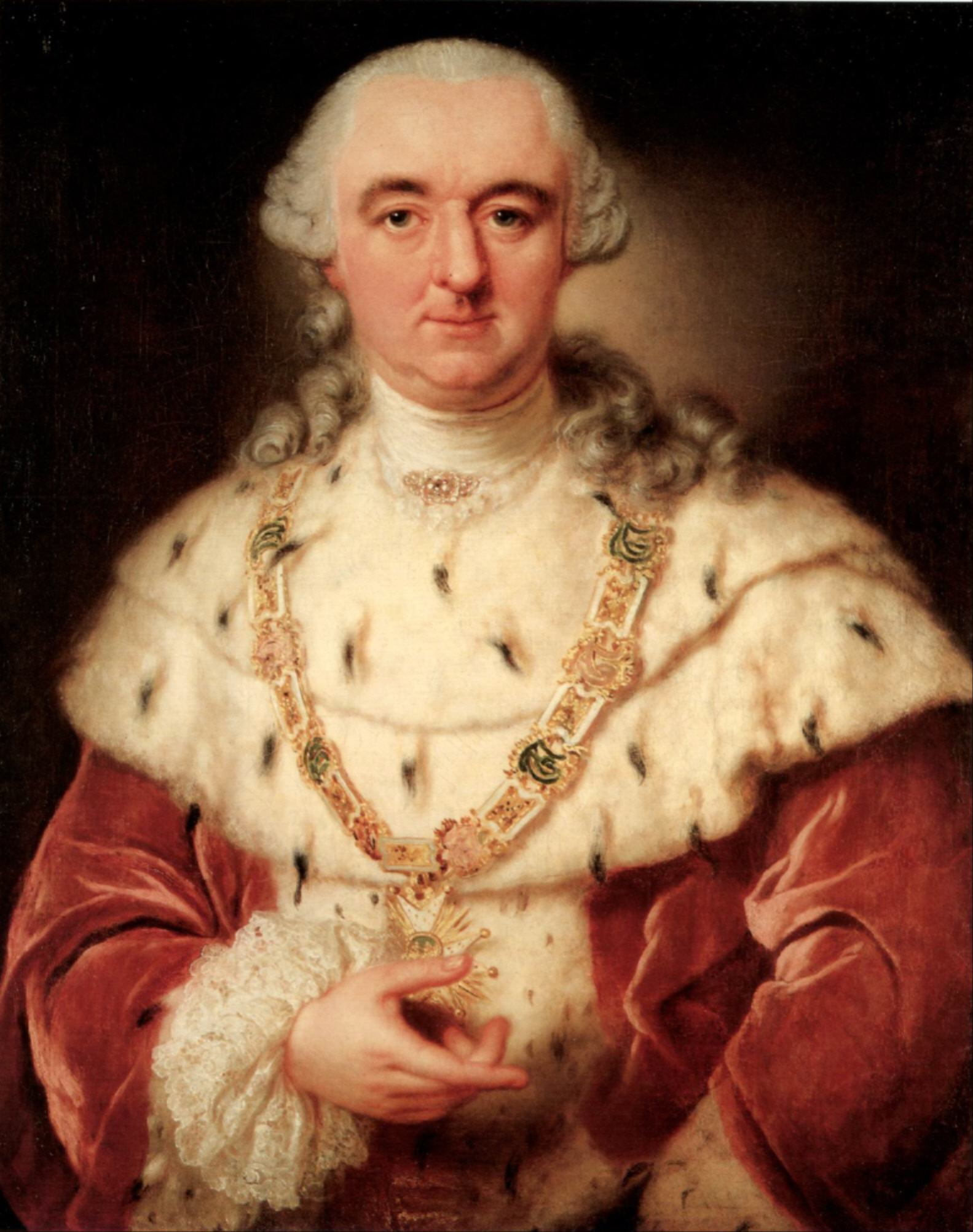
カール・テオドール (バイエルン選帝侯)